# Die Republikein
Die Republikein (en Afrikaans : Le Républicain) est un journal quotidien namibien en langue afrikaans (avec quelques articles parfois en anglais), fondé par le Parti républicain de Namibie le 1er décembre 1977 et d'orientation libérale-conservatrice.

## Histoire
Die Republikein a été créé comme l'outil médiatique du Parti républicain de Namibie, qui l'a financé à ses débuts. Après la fusion de ce dernier au sein de l'Alliance démocratique de la Turnhalle, le journal a continué de servir les intérêts idéologiques de la nouvelle alliance, qui a continué de fournir au quotidien les ressources nécessaires à sa publication.

## Diffusion et audience
Die Republikein est basé à Windhoek mais est diffusé dans toutes les grandes villes du pays. Son tirage s'élevait à environ 21 200 en 2007.
Die Republikein est le second quotidien de Namibie en termes de tirage, après The Namibian.